# Boloria parvula
Boloria parvula är en fjärilsart som beskrevs av Collier 1933. Boloria parvula ingår i släktet Boloria och familjen praktfjärilar. Inga underarter finns listade i Catalogue of Life.